# Angelo Mariani (chimico)
Angelo Francesco Mariani (Pero-Casevecchie, 17 dicembre 1838 – Saint-Raphaël-Valescure, 1º aprile 1914) è stato un chimico francese di origine còrsa.
È stato tumulato nel cimitero monumentale del Père-Lachaise a Parigi.

## Biografia
Mariani, proveniente da una benestante famiglia di farmacisti e dotato di intelligenza pronta e vivace, poté studiare, diventando chimico e preparatore farmaceutico. Nel 1863, in Francia continentale dove era emigrato per lavoro, inventò una bevanda tonica, realizzata con vino Bordeaux nel quale erano messe a macerare foglie di coca. 
L'inventore si era ispirato per la sua creazione a un importante medico, antropologo e scienziato dell'epoca, il dottor Paolo Mantegazza di Monza, che nel 1859 aveva pubblicato un saggio Sulle virtù igieniche e medicinali della coca e sugli alimenti nervosi in generale. Lo scienziato lombardo, nel corso d'una sua lunga permanenza in Perù, aveva infatti osservato (e sperimentato personalmente) l'ampio uso che gli indigeni facevano delle foglie di coca, «la magica pianta degli Incas», descrivendo in termini più che positivi gli effetti provocati dalla sostanza. In quello stesso periodo, in effetti, non pochi medici e scienziati proponevano di utilizzare la coca per fini terapeutici, soprattutto per la cura delle malattie mentali.

## Il vino Mariani
Il dottor Mariani subito immise sul mercato la bevanda, commercializzata con il nome di "Vino Mariani", che si diffuse e divenne famosa in tutto il mondo. Fu un successo enorme che gli valse la celebrità. 

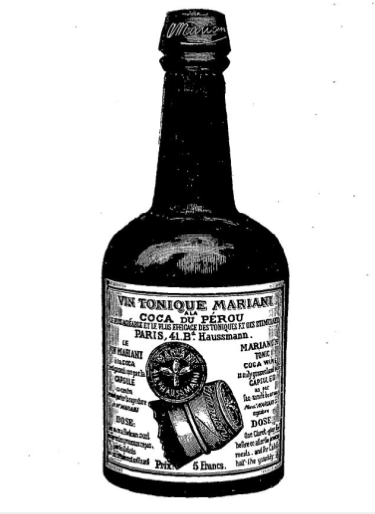
Bottiglia di Vino Mariani: "Vin tonique Mariani à la coca du Pérou", del 1894

Il vino Mariani fu particolarmente apprezzato da due papi: Leone XIII e Pio X. Il primo ne fu così entusiasta che, in segno della sua approvazione ufficiale, lo insignì d'una medaglia d'oro speciale. Il ritratto di tale pontefice, inoltre, comparve quale "testimone d'alto rango" su alcuni manifesti e inserzioni che Mariani aveva ordinato per pubblicizzare il prodotto.
I papi, però, non furono certo gli unici celebri estimatori del prodotto, infatti fra il 1870 e il 1913, Mariani ebbe, fra i suoi innumerevoli clienti di tutto il mondo, ben sedici fra re e regine, dallo zar di Russia al principe di Galles e oltre un migliaio di altre celebrità, da Sarah Bernhardt a J. J. Thomson, da Émile Zola a Charles Gounod, da H. G. Wells al presidente degli Stati Uniti d'America William McKinley. Famosi o sconosciuti, questi clienti compravano (o spesso, se erano proprio importanti, ricevevano in omaggio) il famoso "Vino Tonico Mariani alla coca del Perù". In un'epoca di arretratezza della medicina, i "vini medicinali" erano fra i rimedi più diffusi.

## La composizione del tonico
Il vino Mariani era preparato macerando 60 grammi delle "migliori foglie di coca" provenienti dal Perù, per 10 ore, in un litro di "fine Bordeaux"; poteva contenere da 150 a 300 milligrammi per litro di cocaina, cosicché un bicchiere non ne poteva accogliere più di 25-50 milligrammi. A queste dosi, la cocaina ingerita per bocca ha un'azione assai modesta, anche perché viene rapidamente idrolizzata in composti non psicoattivi. Ma nel "magico" vino del signor Mariani c'era un segreto, scoperto in epoca recente: due gruppi indipendenti di ricercatori, a Barcellona e Miami, nel 1990 hanno scoperto che associando alcol e cocaina si forma nel fegato un prodotto, il cocaetilene, che mantiene le caratteristiche psicostimolanti della cocaina. Pertanto - a parte qualche timore d'una maggiore tossicità - l'assunzione della cocaina in soluzione nel vino potenzia di molto l'effetto di una stessa dose di alcaloide presa per bocca da sola.

## La pubblicità
In poco tempo la ditta Mariani aprì sedi e succursali a Parigi, Londra e New York. Sebbene copiato da diversi concorrenti sulle due sponde dell'oceano, Mariani trovò un modo efficace e originale di mantenere il suo primato: cominciò a pubblicare le lettere di ringraziamento ricevute dai clienti più famosi in una serie di "Figure contemporanee" con note biografiche, ritratti, riproduzioni di lettere autografe e così via: lussuosi "Album Mariani" con tiratura limitata, edizioni popolari o addirittura cartoline e supplementi di giornali. In vent'anni, ne distribuì più di 64 milioni di copie.

## La Coca-Cola
Il Tonico Mariani alla coca fu anche precursore della Coca-Cola. Esso ne aveva infatti ispirato la creazione, nel 1885, al medico e farmacista statunitense John Pemberton di Atlanta. Questa bibita la si conosce senza alcol a causa del proibizionismo imposto, nel 1886, dallo Stato della Georgia, mentre la cocaina ne è stata ufficialmente eliminata soltanto dal 1905, ma traccia di tale sostanza vi rimase, anche se in dosi infinitesime, fino al 1929, per venire infine eliminata del tutto man mano che se ne scoprirono i danni.
In Italia il vino Mariani venne vietato agli inizi del Novecento, mentre in Francia, dove si trovava la sede principale, la ricetta originale fu autorizzata fino al 1910. Gli eredi di Mariani ne terminarono la produzione negli anni trenta, creando una nuova bevanda chiamata Mariani Tonico, che restò in vendita nelle farmacie fino al 1963.